# Xerox Daybreak
Xerox Daybreak (também Xerox 6085 PCS, Xerox 1186) é uma workstation comercialida pela Xerox de 1985 a 1989.

## Visão geral

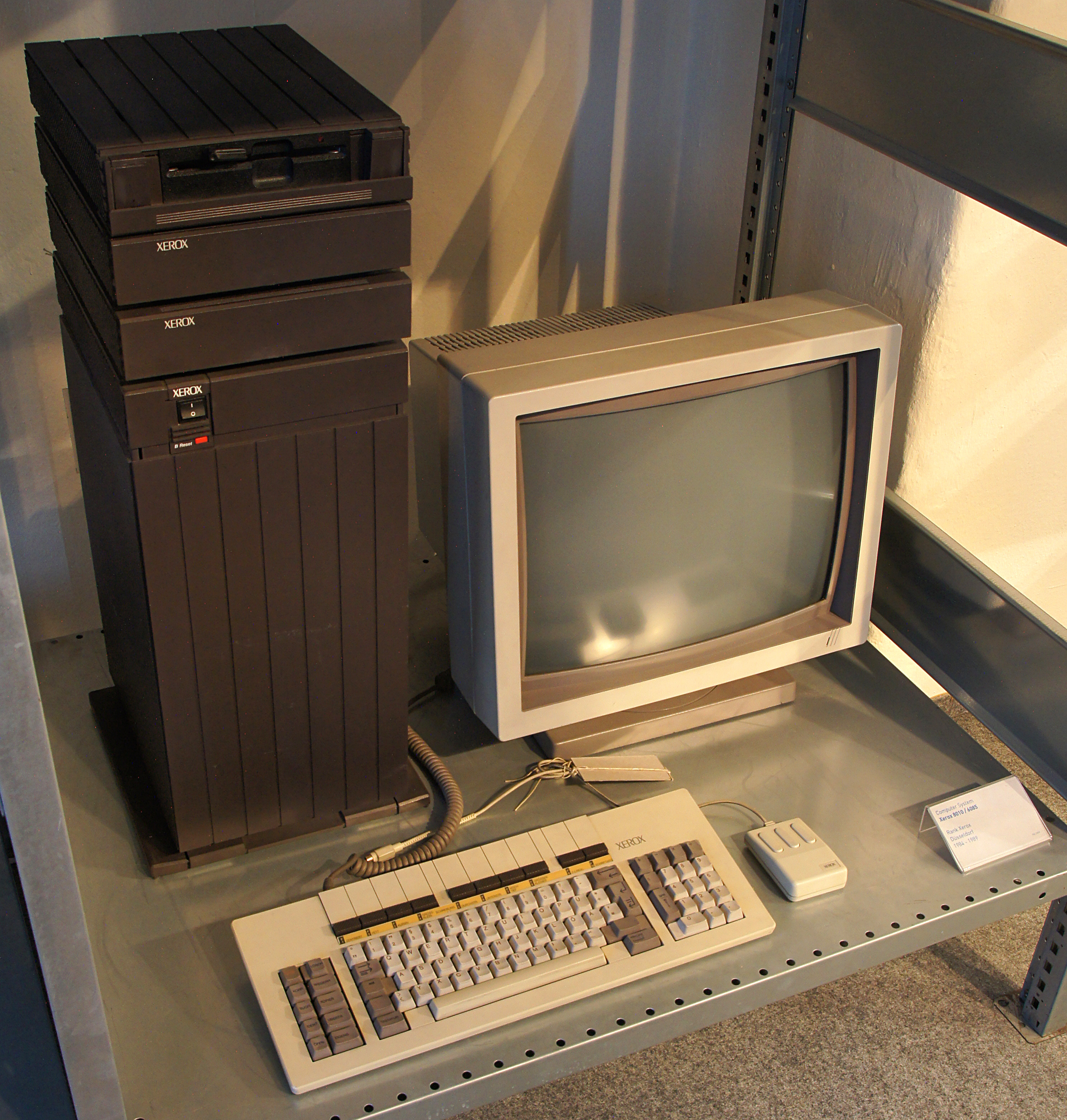
Xerox 8010/6085 Düsseldorf 1984-1989

O Daybreak é lançamento final da série de máquinas D* (procunciado como D-Star), algumas das quais compatilham a CPU Wildflower projetada por Butler Lampson. Máquinas nessa série incluem, em ordem, Dolphin, Dorado, Dicentra, Dandelion, Dandetiger, Daybreak e as nunca fabricadas Daisy e Dragonfly "uma CPU VLSI de quatro processadores desenvolvida no PART destinada para impressoras top de linha".

Ele foi vendido como Xerox 6085 PCS (Professional Computer System) ou ViewPoint 6085 PCS quando vendido como uma estação de trabalho de escritório rodando o sistema ViewPoint. O ViewPoint é baseado no software original do Star desenvolvido para o Xerox Star. O 6085 rodava a GUI ViewPoint (e mais tarde o GlobalView e foi usado extensivamente dentro da Xerox até ser substituídos por Suns e PCss. Apesar de estar anos a frente do seu tempo, ele nunca foi um sucesso comercial. A arquitetura fechada proprietária e a relutância da Xerox de liberar o ambiente de desenvolvimento Mesa para uso geral sufocou qualquer desenvolvimento por terceiros.
Uma 6085 com configuração complete vinha com um hard disk de 80 MB, 3.7 MD de RAM, um drive de disquete de 5¼", uma controladora Ethernet e uma placa de emulação de PC contento uma CPU 80186. O sistema básico vinha com 1.1 MB de RAM e um disco rigido de 10 MB. Ele foi introduzido em 1985 por US$4 995 ($14 200 em 2025).
O Daybreak também foi vendido como estação de trabalho Xerox 1186 quando configurada como uma Lisp machine.
A Xerox também produziu o Xerox Encryption Unit, com a intenção de "sentar no topo do processador de um Xerox 6085" mas supostamente usável por estações de trabalho e computadores pessoais em geral, para encriptação do IEEE 802.3 e trafego de rede local Ethernet em ambientes computacionais governamentais.